# 髙橋玲生
髙橋 玲生（たかはし れお）は、日本の男性俳優、声優。劇団ひまわり所属。

## 人物
特技・資格は殺陣、歌、タップダンス、論語検定中級、乗馬技能認定4級。

## 出演

### 映画
- バンクーバーの朝日（2014年、息子）
- 近江商人、走る!（2022年12月30日、ラビットハウス） - 蔵之介（幼少期） 役 [2]

### 吹き替え

#### 映画
- スリープオーバー -夜の大冒険-（ケヴィン・フィンチ〈マクスウェル・シムキンズ〉）
- フォードvsフェラーリ（ピーター・マイルズ〈ノア・ジュープ〉）
- 名探偵ティミー（ガナー・ランズマン〈サンティアゴ・ヴェイザガ〉）
- ライト/オフ（マーティン〈ガブリエル・ベイトマン〉）

#### アニメ
- クロース
- トイ・ストーリー4（アンディ・デイビス〈8歳〉）

### CM
- 社会福祉法人春海会「エクセル福山〜愛しさと愛しさが、向きあえる場所。」WEBCM（斗眞）

### 舞台
- スクルージ〜クリスマス・キャロル〜（ティム、2015年）
- 忍たま乱太郎（摂津のきり丸）
- ライオン・キング（ヤングシンバ）